# Neoserica lamuensis
Neoserica lamuensis är en skalbaggsart som beskrevs av Brenske 1901. Neoserica lamuensis ingår i släktet Neoserica och familjen Melolonthidae. Inga underarter finns listade i Catalogue of Life.